# Posuchów
Posuchów – wieś na Ukrainie w rejonie tarnopolskim (do 2020 brzeżańskim) należącym do obwodu tarnopolskiego.
W 2022 roku miała 590 mieszkańców.
W II Rzeczypospolitej miejscowość w powiecie brzeżańskim województwa tarnopolskiego.
W marcu 1944 nacjonaliści ukraińscy z OUN-UPA zamordowali 8 Polaków.